# ديشار حقيقي
ديشار حقيقي (الاسم العلمي: Alethopteris)، هو جنس منقرض من سرخسيات بذرية التي تطورت في العصر الفحمي (منذ حوالي 360 إلى 300 مليون سنة).